# Carlo Fea
Carlo Fea, född den 2 februari 1753, död den 18 mars 1834 i Rom, var en italiensk arkeolog.
Fea var först jurist, lät sedan prästviga sig och blev slutligen commissario delle antichità samt föreståndare för furst Chigis bibliotek. Under Pius VII:s regering (1800–1823) ledde han förtjänstfullt utgrävningar i och omkring Rom. 
Bland hans skrifter bör nämnas Miscellanea filologico-critica ed antiquaria (1790–1837), Concluzioni per l'integrità del Panteon di M. Agrippa (1808), Frammenti di fasti consolari (1820) och Descrizione di Roma (1822; 2:a upplagan 1823).